# Rybná
Rybná (dříve německy Fischbach) je malá vesnice, část obce Pernink v okrese Karlovy Vary v Karlovarském kraji. Nachází se asi 1,5 kilometru východně od Perninku. V roce 2011 zde trvale žilo šest obyvatel.
Rybná leží v katastrálním území Pernink o výměře 15,71 km².

## Historie
První písemná zmínka o vesnici pochází z roku 1341.

## Obyvatelstvo
Při sčítání lidu v roce 1921 zde žilo 123 obyvatel (z toho 56 mužů) německé národnosti a římskokatolického vyznání. Podle sčítání lidu z roku 1930 měla vesnice 153 obyvatel. Opět byli všichni německé národnosti a kromě jednoho člověka bez vyznání se hlásili k římskokatolické církvi.
| Rok            | 1869 | 1880 | 1890 | 1900 | 1910 | 1921 | 1930 | 1950 | 1961 | 1970 | 1980 | 1991 | 2001 | 2011 | 2021 |
| -------------- | ---- | ---- | ---- | ---- | ---- | ---- | ---- | ---- | ---- | ---- | ---- | ---- | ---- | ---- | ---- |
| Počet obyvatel | 130  | 179  | 171  | 195  | 172  | 123  | 153  | 71   | 48   | 21   | 17   | 9    | 9    | 6    | 8    |
| Počet domů     | 22   | 24   | 21   | 22   | 22   | 22   | 22   | 22   | 22   | 8    | 7    | 12   | 14   | 7    | 7    |

## Pamětihodnosti
Severně a západně od osady se nachází přírodní památka Pernink.

## Galerie

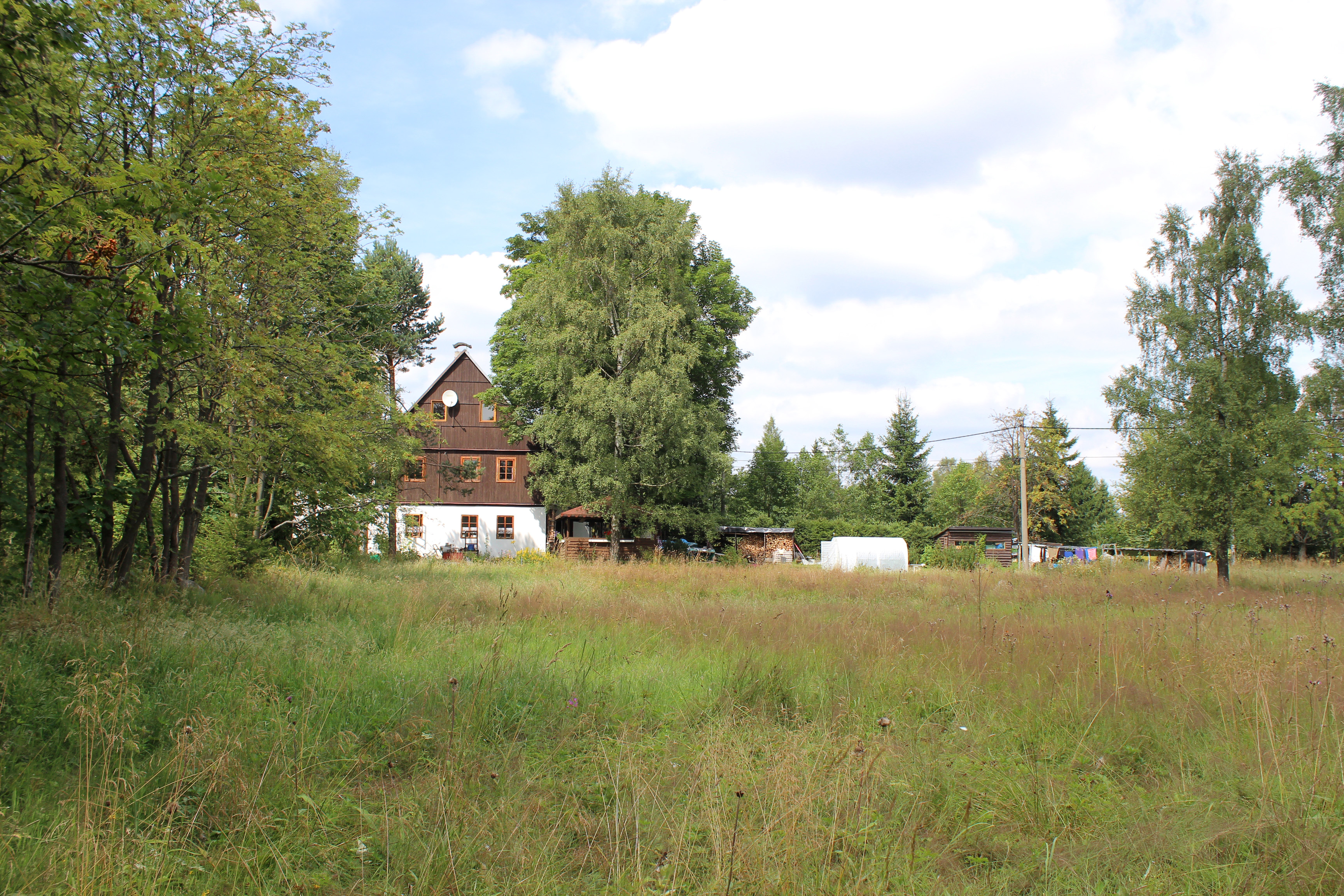
Jeden z mála obydlených domů
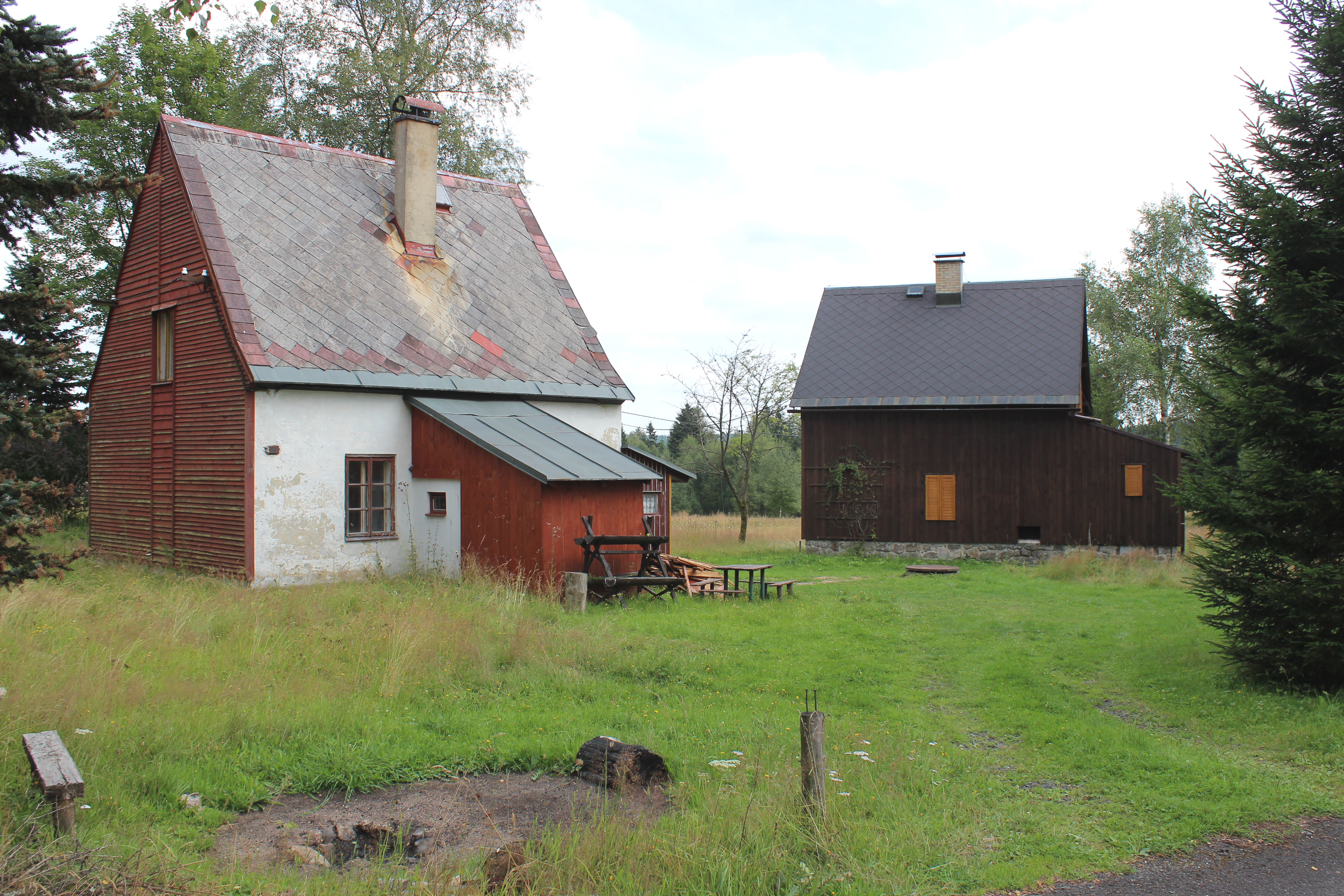
Chaty v lese
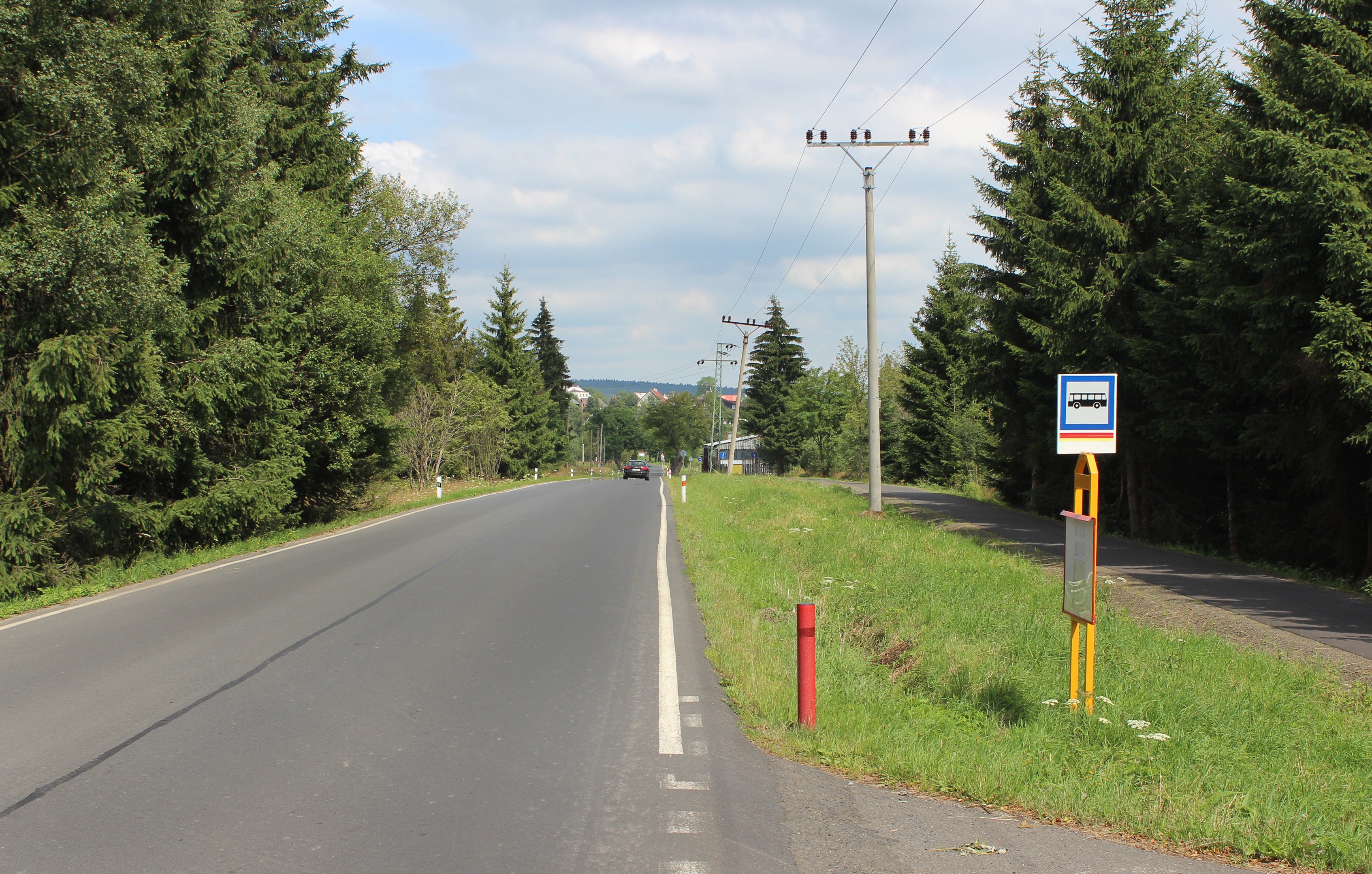
Zastávka na hlavní silnici